# Eurydice acuticauda
Eurydice acuticauda är en kräftdjursart som beskrevs av Bruce 1981. Eurydice acuticauda ingår i släktet Eurydice och familjen Cirolanidae. Inga underarter finns listade i Catalogue of Life.